# Холмский, Даниил Дмитриевич
Князь Даниил (Данило) Дмитриевич Холмский (ум. не ранее 1494/95) — воевода, наместник и боярин, один из самых выдающихся военачальников великого князя московского Ивана III Васильевича.
Происходил из княжеского рода Холмских — ветви тверских князей и был сыном удельного князя Холмского Дмитрия Юрьевича Холмского. После смерти отца Даниил остался без удела, так как город Холм переходит к его старшему брату Михаилу, который являлся верным сторонником независимости Тверского княжества. Братья — Михаил, Василий и Иван Холмские.

## Биография
В 1460-х годах Даниил перешёл на московскую службу, утратив родовые вотчины, не получив их и после присоединения Тверского великого княжества к Русскому государству в 1485 году.
В 1467 году князь Даниил, вместе с другими воеводами, послан великим князем под Казань на хана Ибрагима, однако поход был неудачным и воеводы вернулись ни с чем.
Впервые князь прославился в казанско-русской войне (1467—1469) блестящей победой московских войск над казанскими татарами под Муромом, где он годовал первым воеводою в 1468 году, опрокинув противника внезапной вылазкой из крепости нанёс им сильной поражение, так что немногие татары побросав оружие и лошадей спаслись в ближайших лесах и отбил русский пленных.
Несмотря на это, набеги казанских татар на русские границы не прекратились, и в следующем году московские войска выступили к Казани. В этом походе Даниил командовал авангардом русских войск, одержав победу над войсками казанского хана Ибрагима и вынудив его тем самым подписать мирный договор с Иваном III. Согласно этому договору, Казанское ханство обязывалось: удерживать своих подданных от набегов на русские земли, возвратить всех русских пленных взятых татарами в течение 40 лет и установить дружеские отношения с Московским княжеством.

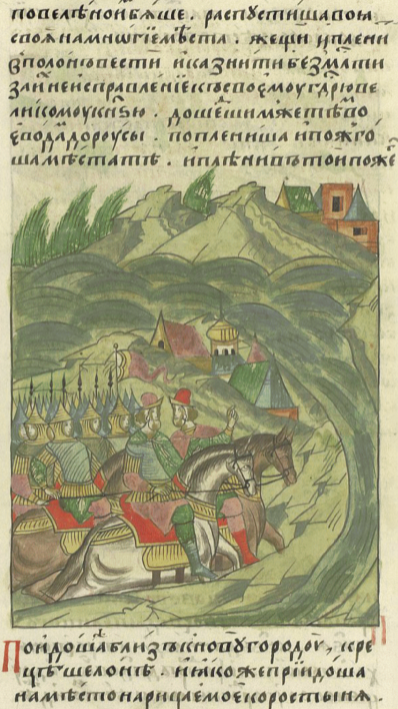
Даниил Дмитриевич Холмский и Фёдор Давыдович Хромой на берегу Ильмени в 1478 г.

В 1471 году Даниил Холмский принимает участие в походе московского войска Ивана III на Новгород, командуя Передовым полком. В ходе этого похода Холмский опустошил Новгородскую землю. Войска Холмского одержали победы над отрядами новгородцев у Старой Руссы (24 июня). Взяв этот важный в стратегическом отношении город, сжёг его до тла, для предотвращения соединения новгородцев с союзным войском ливонских рыцарей, шедших на помощь Новгороду. Далее, прежде чем успел подойти на помощь новгородский отряд плывших на судах по озеру Ильмень, который затем был застигнут на берегу озера у города Коростыни (27 июня) разбил на голову. Отсюда Холмский двинул свои войска навстречу новгородцам, намеревавшимся зайти московской рати в тыл и ударить врасплох на реке Пола (06 июля) произошло кровопролитное сражение окончившееся полным поражением новгородского отряда.
Между тем, новгородцы, считая себя в безопасности со стороны Холмского, двинули 40-тысячное войско против псковичей, союзников Ивана III. Это войско выступило против Пскова под начальством посадника Дмитрия Борецкого и шло по левому берегу реки Шелонь. Узнав о плане новгородцев Холмский поспешно выдвинулся им навстречу.
Подойдя к реке Шелонь, Холмский 14 июля внезапной атакой, не смотря на огромную разницу в численности войск (по мнению С. М. Соловьева московская рать едва насчитывала 4.000 тыс. чел. против 40 тыс. новгородцев), князь решился ваступить в бой. Его ратники переправились через реку. В боя Холмский разбил и обратил в бегство новгородское войско. В Шелонском сражении погибло около 12 тысяч новгородцев, 2 тысячи попало в плен, в их числе был и посадник Борецкий. Русское войско преследовало новгородцев до Нарвы. Это предопределило фактический разгром всех вооружённых сил Новгородской республики.
Летом 1472 года, после ужасного набега ордынцев на окраинные земли Русского государства, Холмский во главе московской рати поспешно отправлен на Оку, навстречу татарским войскам хана Большой Орды — Ахмата, захватившего и разрушившего городок Алексин. Хан, однако, не решился развивать успех и отступил в степи, не желая вступать в бой с московским войском. С октября 1472—1473 год наместник в Костроме.
Осенью 1473 года во главе московского войска Даниил Холмский выступил воеводою Большого полка на помощь Пскову (дети боярские из 22 центральных и восточных уездов государства), осаждённому ливонскими рыцарями и войсками Дерптского епископства. 30 ноября Холмский вступает в Псков и даёт приказ пополнить провиант и организовать приём граждан. Декабрьская оттепель не даёт возможности выступить в Ливонию. Тем не менее, 24 декабря к нему приходит дерпское посольство, а 02 января 1474 года посольство магистра Бернгарда фон Борха с просьбой о мире. Смелыми и умелыми действиями Холмскому удалось склонить ливонского магистра к возобновлению мира на 25 лет, а Дерпского епископа на 30 лет, обязав их не вступать в псковские земли и давать свободный путь русским купцам, не пропускать их Ливонии ни мёда, ни пива. Этот мир позднее будет назван псковскими летописцами именем выдающегося полководца — «Данильев мир». За эту победу Холмский получил титул боярина и 200 рублей денег, к тем ранее 200 рублям поднесённых псковскими посадниками за «стояние и оборону». 30 января 1474 года войско Холмского отправилось назад. В этом походе князь Холмский помимо выдающихся способностей военно-начальника, обнаружил и не дюжий ум администратора. Он зорко следил за движениями ливонских рыцарей, но в то же время не оставлял без внимания и внутренние дела Пскова. Удерживал рать от грабежей, составлял роспись повинностей псковитян и другие дела. По возвращении из Пскова Холмский был оклеветан боярами и обвинён в намерении бежать с семьёй за границу, на него была наложена кратковременная опала (и даже был заключён в тюрьму), вызванную, вероятно, процедурой и быстротой заключения мирных договорённостей. Благодаря поддержке духовенства и поручительству восьми знатнейших московских вельмож, выплативших 2000 рублей залога на случай его измены, Холмский был прощён великим князем, за что Холмский 8 марта 1474 года дал крестоцеловальную грамоту.
Около 1475 года Даниил Дмитриевич покупает у Константина Никитича Пушки села: Петровское и Фёдоровское, расположенной к югу от реки Истра.
В компании 1477—1478 годов, приведшей к присоединению Новгородской республики к Московскому великому княжеству, Холмский сначала возглавлял отряды дворовый детей боярских, части тверичей, а также детей боярских из 5 центральных уездов, двигавшихся левее реки Мста. Осенью 1477 года во время второго похода Ивана III на Новгород, Даниил Холмский, будучи одним из воевод Передового полка и главным руководителем этой части войска, прошёл по льду озера Ильмень и в одну ночь окружил и обложил Новгород, принудив его сдаться Ивану III. В походе упомянут: в октябре воевода третий части войск в Новгородском походе, в начале ноября послан первым воеводою к Бронницам и велено ему здесь ожидать государевых указаний, в конце месяца получил указы занять Городище, монастыри, в том числе и Аркадиев-Успенский монастырь.
В октябре 1479 по февраль 1480 года сопровождал Государя в его поездке в Новгород, где назван первым из бояр в Походной думе.
Летом 1480 года великий князь Иван III оставляет Даниила в Серпухове на Оке и приказывает ему ехать в Москву с его сыном, царевичем Иваном Ивановичем, как только тот получит весть о прибытии великого князя в Москву. Получает приказ за непослушание, «силно поимавъ привести к ceбе» в Москву царевича Ивана Ивановича, который не хотел удалиться с Оки, несмотря на требования отца. Холмский же «того не сотвори», а только убеждал князя Ивана ехать к отцу. В октябре-ноябре этого же года князь Даниил Холмский принял активное участие в знаменитом «стоянии на реке Угре» будучи фактическим руководителем обороны русских войск от сил хана Большой Орды — Ахмата. Тем самым Холмский внёс большой вклад в дело окончательного свержения ордынского ига на Руси.
В 1484 году первый воевода Большого полка в походе против казанцев.
В апреле-июле 1487 года Холмский принял участие в походе московских войск на Казань, первый воевода Большого полка «судовой рати», во многих боях казанцев разбил. Казань была осаждена и взята 9 июля 1487 года. Холмский пленил казанского царя Аляхама с жёнами и множеством знатных казанских князей, коих привёз в Москву к Государю. Все заслуги в этой победе принадлежат князю Холмскому. Результатом взятия Казани было свержение неугодного Ивану III хана, установление вассальной зависимости казанских ханов от правителей Русского государства и воцарение на казанском престоле московского ставленника Мухаммеда-Эмина.
В конце 1491 — начале 1492 года в ходе русско-литовской войны 1487—1494 годов князь Холмский был первым воеводой в 5 полках (первый документально зафиксированный случай такой структуры русской полевой армии получившим в дальнейшем широкое распространение), посланных на Северскую землю на помощь верховским князьям, с целью военной поддержки местных служилых князей, ориентировавшихся на Русь и возможного ареста князей поддерживающих князей Великого княжества литовского.
Весной-летом 1493 года находился при Иване III в группе воевод из 4 наиболее влиятельных лиц и записан вторым после князя И. Ю. Патрикеева.
Князь Даниил Дмитриевич Холмский скончался не ранее 1494/95 годов.
Владел землями в Суздальском, Дмитровском, Волоцком и Рузском уездах.

## Семья и дети
Был женат на Василисе (в иночестве Варсонофия), дочери Ивана Ивановича Всеволожского, которая в январе 1511 года дала по своему мужу вклад, три села, в Троице-Сергиев монастырь.
Их дети:
- Семён Данилович Холмский «Мынинда» (ум. после 1511) — воевода.
- Василий Данилович Холмский (ум. 1524) — боярин и воевода, женат (с 1500 г.) на дочери великого князя Ивана III — княжне Феодосии Ивановне.
- дочь (в монашестве Марфа) — жена князя Даниила Александровича Пенко (? — 1520).
- Анна — жена боярина Ивана Владимировича Головы Ховрина.
- дочь — жена князя Ивана Васильевича Хованского.

## В искусстве
- Музыку к трагедии Н. Кукольника «Князь Даниил Дмитриевич Холмский» (1840) написал Михаил Глинка.
- Телесериал «София» — Константин Тополага

## Критика
М. Г. Спиридов и А. А. Половцев в «Русском биографическом словаре» указывают дату смерти — 1493 год.
П. Н. Петров в «Истории родов русского дворянства» указывает дату смерти — 1495 год. Современные историки указывают, что князь Холмский скончался не ранее 1494/95 годов.